# 長屋王御陵
長屋王墓（ながやおうぼ）は、奈良県生駒郡平群町梨本の長屋王御陵公園にある長屋王の墓である。

## 概要
長屋王は、壬申の乱で活躍した高市皇子の長子で、夫人の吉備内親王と共に天武天皇の皇孫である。
神亀6年（729）2月10日、皇位継承にからみ、謀反の疑いで館を囲まれ、夫妻と四人の皇子が自殺に追い込まれる（長屋王の変）。
「続日本紀」には、夫妻が生駒山に葬られたとあるが、近世資料に平群梨本の「長墓」「宇司墓」と呼ばれる二つの塚が夫妻の墓との伝承がみえ、明治末年頃、宮内庁により現在のように整備されている。
長屋王墓が直径約15m、吉備内親王墓が直径約20mの円墳状をしている。